# Baltimore Ravens 2014
La stagione 2014 dei Baltimore Ravens è stata la 19ª della franchigia nella National Football League, la settima con John Harbaugh come capo-allenatore. La squadra tornò ai playoff dopo l'assenza dell'anno precedente segnando un record del club di 409 punti nella stagione regolare. Nel primo turno batté in trasferta i Pittsburgh Steelers mentre una settimana dopo fu eliminata dai New England Patriots malgrado l'essere stata in vantaggio di 14 punti in due diverse occasioni.

## Scelte nel Draft 2014
| Giro | Scelta | Giocatore          | Ruolo            | College          |
| ---- | ------ | ------------------ | ---------------- | ---------------- |
| 1    | 17     | C. J. Mosley       | Linebacker       | Alabama          |
| 2    | 48     | Timmy Jernigan     | Defensive tackle | Florida State    |
| 3    | 79     | Terrence Brooks    | Free safety      | Florida State    |
| 3    | 99     | Crockett Gillmore  | Tight end        | Colorado State   |
| 4    | 134    | Brent Urban        | Defensive tackle | Virginia         |
| 4    | 138    | Lorenzo Taliaferro | Running back     | Coastal Carolina |
| 5    | 175    | John Urschel       | Offensive guard  | Penn State       |
| 6    | 194    | Keith Wenning      | Quarterback      | Ball State       |
| 7    | 218    | Michael Campanaro  | Wide receiver    | Wake Forest      |

## Roster
| Roster dei Baltimore Ravens |
| --- |
| Quarterback - 5 Joe Flacco - 2 Tyrod Taylor Running Back - 29 Justin Forsett - 44 Kyle Juszczyk FB - 30 Bernard Pierce - 34 Lorenzo Taliaferro Wide Receiver - 11 Kamar Aiken - 14 Marlon Brown - 6 Michael Campanaro - 12 Jacoby Jones - 89 Steve Smith - 82 Torrey Smith - 83 Deonte Thompson Tight End - 81 Owen Daniels - 80 Crockett Gillmore - 88 Dennis Pitta Offensive Linemen - 66 Gino Gradkowski G/C - 74 James Hurst T - 60 Eugene Monroe T - 72 Kelechi Osemele G - 76 Jah Reid T - 64 John Urschel G - 71 Rick Wagner T - 73 Marshal Yanda G - 53 Jeremy Zuttah C Defensive Linemen - 99 Chris Canty DL - 97 Timmy Jernigan DT - 92 Haloti Ngata DT - 93 DeAngelo Tyson DE - 98 Brandon Williams NT Linebacker - 59 Arthur Brown ILB - 56 Josh Bynes ILB - 58 Elvis Dumervil OLB - 50 Albert McClellan ILB - 90 Pernell McPhee OLB - 57 C.J. Mosley ILB - 45 Zach Orr ILB - 51 Daryl Smith ILB - 55 Terrell Suggs OLB - 91 Courtney Upshaw OLB Defensive Back - 33 Terrence Brooks FS - 23 Chykie Brown CB - 26 Matt Elam SS - 25 Asa Jackson CB - 41 Anthony Levine SS - 36 Jeromy Miles SS - 24 Darian Stewart FS - 22 Jimmy Smith CB - 28 Brynden Trawick FS - 21 Lardarius Webb CB Special Team - 46 Morgan Cox LS - 4 Sam Koch P - 9 Justin Tucker K Lista delle riserve - 17 Jeremy Butler WR (IR) - 62 Terrence Cody NT (PUP) - 48 Will Hill FS (Sospeso) - 95 Kapron Lewis-Moore DE (IR) - 67 Will Rackley G (IR) - 38 Aaron Ross CB (IR) - 96 Brent Urban DE (IR) Squadra di allenamento - 56 Josh Bynes ILB - 38 Jamell Fleming CB - 39 Tramain Jacobs CB - 77 Ryan Jensen C - 78 Marcel Jones T - 63 Jamie Meder NT - 94 John Simon OLB - 84 Phillip Supernaw TE - 10 Keith Wenning QB Roster aggiornato al 8 settembre 2014 53 attivi, 7 inattivi, 9 nella squadra di allenamento, 0 free agent |
| Legenda - I rookie sono in corsivo. - Il primo ruolo è il principale mentre gli eventuali successivi indicano i ruoli secondari. - (IR) sta per Injured Reserve ed indica la lista ristretta per un solo giocatore infortunato che può tornare ad allenarsi dopo la settimana 6 e a rientrare in prima squadra dopo che questa ha giocato 8 partite. - (NF-Inj.) / (NF-Ill.) stanno rispettivamente per Non-Football Injured e Non-Football Illness ed indicano le liste dove viene inserito un giocatore che ha un infortunio o una malattia non dipendente dal football americano. - (PUP) sta per Physically Unable to Perform ed indica la lista dove viene inserito un giocatore mentre è in attesa di recuperare la condizione fisica. Nella stagione regolare dopo la sesta partita giocata dalla propria squadra, il giocatore ha tempo tre settimane per riprendere ad allenarsi, più tre settimane aggiuntive dal suo rientro agli allenamenti per rientrare in prima squadra. |

## Calendario

### Pre-stagione
| Turno | Data | Ora (EDT) | Avversario            | Risultati | Risultati | Stadio                  | TV   | NFL.com recap |
| Turno | Data | Ora (EDT) | Avversario            | Punteggio | Record    | Stadio                  | TV   | NFL.com recap |
| ----- | ---- | --------- | --------------------- | --------- | --------- | ----------------------- | ---- | ------------- |
| 1     | 7/8  | 7:30 p.m. | San Francisco 49ers   | V 23–3    | 1–0       | M&T Bank Stadium        | WBAL | Recap         |
| 2     | 16/8 | 7:00 p.m. | at Dallas Cowboys     | V 37–30   | 2–0       | AT&T Stadium            | WBAL | Recap         |
| 3     | 23/8 | 7:30 p.m. | Washington Redskins   | V 23–17   | 3–0       | M&T Bank Stadium        | WBAL | Recap         |
| 4     | 28/8 | 8:00 p.m. | at New Orleans Saints | V 22–13   | 4–0       | Mercedes-Benz Superdome | WBAL | Recap         |

### Stagione regolare
| Turno | Data               | Ora (EDT)          | Avversario              | Risultati          | Risultati          | Stadio                  | TV                 | NFL.com recap      |
| Turno | Data               | Ora (EDT)          | Avversario              | Punteggio          | Record             | Stadio                  | TV                 | NFL.com recap      |
| ----- | ------------------ | ------------------ | ----------------------- | ------------------ | ------------------ | ----------------------- | ------------------ | ------------------ |
| 1     | 7/9                | 1:00 p.m.          | Cincinnati Bengals      | S 16–23            | 0–1                | M&T Bank Stadium        | CBS                | Recap              |
| 2     | 11/9               | 8:25 p.m.          | Pittsburgh Steelers     | V 26–6             | 1–1                | M&T Bank Stadium        | CBS                | Recap              |
| 3     | 21/9               | 1:00 p.m.          | at Cleveland Browns     | V 23–21            | 2–1                | FirstEnergy Stadium     | CBS                | Recap              |
| 4     | 28/9               | 1:00 p.m.          | Carolina Panthers       | V 38–10            | 3–1                | M&T Bank Stadium        | CBS                | Recap              |
| 5     | 5/10               | 1:00 p.m.          | at Indianapolis Colts   | S 13–20            | 3–2                | Lucas Oil Stadium       | CBS                | Recap              |
| 6     | 12/10              | 1:00 p.m.          | at Tampa Bay Buccaneers | V 48–17            | 4–2                | Raymond James Stadium   | CBS                | Recap              |
| 7     | 19/10              | 1:00 p.m.          | Atlanta Falcons         | V 29–7             | 5–2                | M&T Bank Stadium        | Fox                | Recap              |
| 8     | 26/10              | 1:00 p.m.          | at Cincinnati Bengals   | S 24–27            | 5–3                | Paul Brown Stadium      | CBS                | Recap              |
| 9     | 2/11               | 8:30 p.m.          | at Pittsburgh Steelers  | S 23–43            | 5–4                | Heinz Field             | NBC                | Recap              |
| 10    | 9/11               | 1:00 p.m.          | Tennessee Titans        | V 21–7             | 6–4                | M&T Bank Stadium        | CBS                | Recap              |
| 11    | Settimana di pausa | Settimana di pausa | Settimana di pausa      | Settimana di pausa | Settimana di pausa | Settimana di pausa      | Settimana di pausa | Settimana di pausa |
| 12    | 24/11              | 8:30 p.m           | at New Orleans Saints   | V 34–27            | 7–4                | Mercedes-Benz Superdome | ESPN               | Recap              |
| 13    | 30/11              | 1:00 p.m.          | San Diego Chargers      | S 33–34            | 7–5                | M&T Bank Stadium        | CBS                | Recap              |
| 14    | 7/12               | 1:00 p.m.          | at Miami Dolphins       | V 28–13            | 8–5                | Sun Life Stadium        | CBS                | Recap              |
| 15    | 14/12              | 1:00 p.m.          | Jacksonville Jaguars    | V 20–12            | 9–5                | M&T Bank Stadium        | CBS                | Recap              |
| 16    | 21/12              | 1:00 p.m.          | at Houston Texans       | S 13–25            | 9–6                | NRG Stadium             | CBS                | Recap              |
| 17    | 28/12              | 1:00 p.m.          | Cleveland Browns        | V 20–10            | 10–6               | M&T Bank Stadium        | CBS                | Recap              |

Nota: Gli avversari della propria division sono in grassetto.

### Playoff
| Turno      | Data | Ora (EDT) | Avversario (seed)           | Risultati | Risultati | Stadio           | TV  | NFL.com recap |
| Turno      | Data | Ora (EDT) | Avversario (seed)           | Punteggio | Record    | Stadio           | TV  | NFL.com recap |
| ---------- | ---- | --------- | --------------------------- | --------- | --------- | ---------------- | --- | ------------- |
| Wild Card  | 3/1  | 8:15 p.m. | at Pittsburgh Steelers (3)  | V 30–17   | 11-6      | Heinz Field      | NBC | Recap         |
| Divisional | 10/1 | 4:35 p.m. | at New England Patriots (1) | S 31-35   | 11-7      | Gillette Stadium | NBC | Recap         |